# Capitali degli Stati Uniti d'America
La capitale degli Stati Uniti è dal 1800 la città di Washington, D.C. Prima di questa, altre otto città hanno ospitato il Congresso e possono pertanto considerarsi ex capitali del paese. Inoltre ognuno dei 49 stati e dei territori statunitensi possiede una sua capitale.

## Capitali statali
È frequente che la capitale di uno Stato federato non coincida con la città più popolosa: nel 2009 ciò è vero per 33 dei 50 stati. Circa la posizione geografica, due sole capitali, Trenton (New Jersey) e Carson City (Nevada) sono situate al confine con un altro Stato federato, mentre Juneau (Alaska) è alla frontiera con la provincia canadese della Columbia Britannica.
| Stato                | Capitale       |
| -------------------- | -------------- |
| Alabama              | Montgomery     |
| Alaska               | Juneau         |
| Arizona              | Phoenix        |
| Arkansas             | Little Rock    |
| California           | Sacramento     |
| Carolina del Nord    | Raleigh        |
| Carolina del Sud     | Columbia       |
| Colorado             | Denver         |
| Connecticut          | Hartford       |
| Dakota del Nord      | Bismarck       |
| Dakota del Sud       | Pierre         |
| Delaware             | Dover          |
| Florida              | Tallahassee    |
| Georgia              | Atlanta        |
| Hawaii               | Honolulu       |
| Idaho                | Boise          |
| Illinois             | Springfield    |
| Indiana              | Indianapolis   |
| Iowa                 | Des Moines     |
| Kansas               | Topeka         |
| Kentucky             | Frankfort      |
| Louisiana            | Baton Rouge    |
| Maine                | Augusta        |
| Maryland             | Annapolis      |
| Massachusetts        | Boston         |
| Michigan             | Lansing        |
| Minnesota            | Saint Paul     |
| Mississippi          | Jackson        |
| Missouri             | Jefferson City |
| Montana              | Helena         |
| Nebraska             | Lincoln        |
| Nevada               | Carson City    |
| New Hampshire        | Concord        |
| New Jersey           | Trenton        |
| New Mexico           | Santa Fe       |
| New York             | Albany         |
| Ohio                 | Columbus       |
| Oklahoma             | Oklahoma City  |
| Oregon               | Salem          |
| Pennsylvania         | Harrisburg     |
| Rhode Island         | Providence     |
| Tennessee            | Nashville      |
| Texas                | Austin         |
| Utah                 | Salt Lake City |
| Vermont              | Montpelier     |
| Virginia             | Richmond       |
| Virginia Occidentale | Charleston     |
| Washington           | Olympia        |
| Wisconsin            | Madison        |
| Wyoming              | Cheyenne       |

## Capitali delle aree insulari
Un'area insulare statunitense è un territorio che non appartiene ad alcuno degli stati federati né al Distretto di Columbia.
| Area insulare                 | Data di acquisizione | Capitale         |
| ----------------------------- | -------------------- | ---------------- |
| Guam                          | 1898                 | Hagåtña          |
| Isole Marianne Settentrionali | 1947                 | Saipan           |
| Isole Vergini Americane       | 1917                 | Charlotte Amalie |
| Porto Rico                    | 1898                 | San Juan         |
| Samoa Americane               | 1899                 | Pago Pago        |

## Capitali nazionali storiche

### Stati Uniti d'America
Il Congresso statunitense ebbe diverse sedi fra il 1774 e il 1880. Le città che lo ospitarono possono pertanto considerarsi ex capitali nazionali. Rivendica di aver posseduto lo status di capitale per un giorno anche la città di Brookeville, nel Maryland, poiché il presidente James Madison vi si trasferì, ospite di Caleb Bentley, in seguito all'incendio di Washington del 24-25 agosto 1814. Il Congresso però non vi fu mai tenuto.
| Capitale   | Congressi                      | Data                                | Sede                          |
| ---------- | ------------------------------ | ----------------------------------- | ----------------------------- |
| Filadelfia | Primo congresso continentale   | 5 settembre 1774 – 24 ottobre 1774  | Carpenters' Hall              |
| Filadelfia | Secondo congresso continentale | 10 maggio 1775 – 12 dicembre 1776   | Independence Hall             |
| Filadelfia | Secondo congresso continentale | 4 marzo 1777 – 18 settembre 1777    | Independence Hall             |
| Filadelfia | Secondo congresso continentale | 2 luglio 1778 – 1º marzo 1781       | Independence Hall             |
| Filadelfia | Congresso della confederazione | 1º marzo 1781 – 21 giugno 1783      | Independence Hall             |
| Filadelfia | Congresso degli Stati Uniti    | 6 dicembre 1790 – 14 maggio 1800    | Congress Hall                 |
| Baltimora  | Secondo congresso continentale | 20 dicembre 1776 – 27 febbraio 1777 | Henry Fite House              |
| Lancaster  | Secondo congresso continentale | 27 settembre 1777                   | Palazzo di giustizia          |
| York       | Secondo congresso continentale | 30 settembre 1777 – 27 giugno 1778  | Palazzo di giustizia          |
| Princeton  | Congresso della confederazione | 30 giugno 1783 – 4 novembre 1783    | Nassau Hall                   |
| Annapolis  | Congresso della confederazione | 26 novembre 1783 – 19 agosto 1784   | Campidoglio del Maryland      |
| Trenton    | Congresso della confederazione | 1º novembre 1784 – 24 dicembre 1784 | French Arms Tavern            |
| New York   | Congresso della confederazione | 11 gennaio 1785 – autunno 1788      | Federal Hall                  |
| New York   | Congresso degli Stati Uniti    | 4 marzo 1789 – 5 dicembre 1790      | Federal Hall                  |
| Washington | Congresso degli Stati Uniti    | 17 novembre 1800 – oggi             | Campidoglio degli Stati Uniti |

### Stati Confederati d'America
Durante la guerra di secessione gli Stati Confederati ebbero tre capitali nazionali. La convenzione costituzionale confederata si tenne nel dicembre 1860 a Montgomery, che fu poi scelta come prima capitale in quanto città più grande, influente e geograficamente accentrata nei sette stati secessionisti originari. Le capitali statali rimasero invariate rispetto al momento della secessione, sebbene alcune siano state temporaneamente trasferite per ragioni strategiche.
| Stati confederati                                                    | Capitale   | Data                             | Eventi |
| -------------------------------------------------------------------- | ---------- | -------------------------------- | --- |
| Alabama Carolina del Sud Florida Georgia Louisiana Mississippi Texas | Montgomery | 4 febbraio 1861 – 21 maggio 1861 | Secessione di sette stati                                                                                                 |
| Arkansas Carolina del Nord Tennessee Virginia                        | Richmond   | 21 maggio 1861 – 3 aprile 1865   | Ingresso della Virginia e trasferimento della capitale a Richmond                                                         |
| Arkansas Carolina del Nord Tennessee Virginia                        | Danville   | 3 aprile 1865 – 9 aprile 1865    | Occupazione unionista di Richmond e fuga del governo a Danville Resa definitiva dei Confederati ad Appomattox Court House |

### Altre nazioni
| Capitale    | Data      | Eventi                                                |
| ----------- | --------- | ----------------------------------------------------- |
| Westminster | 1777      | Fondazione della Repubblica del Vermont (1777)        |
| Windsor     | 1777-1791 | Annessione del Vermont come 14º stato federato (1791) |

| Capitale    | Data      | Eventi                                              |
| ----------- | --------- | --------------------------------------------------- |
| Washington  | 1836      | Fondazione della Repubblica del Texas (1836)        |
| Harrisburgh | 1836      |                                                     |
| Galveston   | 1836      |                                                     |
| Velasco     | 1836      |                                                     |
| Columbia    | 1836      |                                                     |
| Houston     | 1837-1839 |                                                     |
| Austin      | 1839-1845 | Annessione del Texas come 28º stato federato (1845) |

| Capitale    | Data      | Eventi |
| ----------- | --------- | --- |
| Kailua-Kona | 1795-1820 | Fondazione del Regno delle Hawaii (1795) |
| Lahaina     | 1820-1845 | |
| Honolulu    | 1845-1898 | Rovesciamento della monarchia e istituzione del governo provvisorio delle Hawaii con sede a Honolulu (17 gennaio 1893) Proclamazione della repubblica con capitale a Honolulu (4 luglio 1894) Acquisizione statunitense delle isole e istituzione del Territorio delle Hawaii con la Newlands Resolution (7 luglio 1898) |

## Capitali nazionali storiche non riconosciute
Entro i confini attuali degli Stati Uniti sono esistite varie nazioni che non sono mai state riconosciute ufficialmente come entità sovrane indipendenti, sebbene durante la loro esistenza abbiano avuto il controllo de facto dei rispettivi territori.
| Capitale     | Data       | Eventi |
| ------------ | ---------- | --- |
| Jonesborough | 1784-1785? | Secessione dello Stato di Franklin dalla Carolina del Nord e dagli Stati Uniti (1784)                                                        |
| Greeneville  | 1785?-1790 | Riacquisto del territorio alla Carolina del Nord che lo cede al governo federale (1790) In seguito il territorio è incorporato nel Tennessee |

| Capitale | Data      | Eventi                                                                      |
| -------- | --------- | --------------------------------------------------------------------------- |
| Mikasuke | 1799-1803 | Fondazione (1799) e dissoluzione (1803) dello Stato dei Muskogee in Florida |

| Capitale           | Data | Eventi |
| ------------------ | ---- | --- |
| Saint Francisville | 1810 | Fondazione della repubblica in Alabama, Florida, Louisiana e Mississippi Dissoluzione dello Stato dopo 90 giorni |

| Capitale                  | Data      | Eventi                                                                                        |
| ------------------------- | --------- | --------------------------------------------------------------------------------------------- |
| Pittsburg (New Hampshire) | 1832-1835 | Fondazione (1799) e dissoluzione (1803) della Repubblica dell'Indian Stream nel New Hampshire |

| Capitale | Data                             | Eventi                                                        |
| -------- | -------------------------------- | ------------------------------------------------------------- |
| Laredo   | 7 gennaio 1840 – 28 gennaio 1840 | Fondazione della Repubblica del Rio Grande in Texas e Messico |
| Guerrero | 28 gennaio 1840 – marzo 1840     |                                                               |
| Victoria | marzo 1840 – 6 novembre 1840     | Dissoluzione della Repubblica del Rio Grande                  |

| Capitale | Data | Eventi |
| -------- | ---- | --- |
| Sonoma   | 1846 | Secessione di un piccolo territorio della California centrosettentrionale dal Messico durante la guerra messico-statunitense Dissoluzione dello Stato dopo un mese e unione dei secessionisti alle truppe statunitensi in avanzata |

## Capitali statali storiche
Le capitali della maggior parte delle tredici colonie originarie furono occupate o comunque attaccate dai britannici durante la Rivoluzione americana, e i governi statali funzionavano dove e come potevano. New York fu occupata dal 1776 al 1783. Situazioni analoghe si presentarono anche nella guerra del 1812, nella guerra civile americana in molti stati confederati, e durante la rivolta dei Pueblo (Nuovo Messico) che causò una lunga interruzione (1680-1692) nello status della capitale più antica, Santa Fe.
| Stato moderno e capitali                                                 | Data | Ente storico                                                             |
| ------------------------------------------------------------------------ | ---- | ------------------------------------------------------------------------ |
| Alabama                                                                  | 1819 |                                                                          |
| San Agustín (Florida)                                                    | 1565 | Colonia spagnola di Florida (fino al 1763)                               |
| Savannah (Georgia)                                                       | 1733 | Colonia britannica di Georgia                                            |
| Savannah (Georgia)                                                       | 1755 | Provincia britannica di Georgia                                          |
| Savannah (Georgia)                                                       | 1776 | Stato della Georgia                                                      |
| Augusta (Georgia)                                                        | 1778 | Stato della Georgia                                                      |
| Heard's Fort (Georgia)                                                   | 1780 | Stato della Georgia                                                      |
| Augusta (Georgia)                                                        | 1781 | Stato della Georgia                                                      |
| Savannah (Georgia)                                                       | 1782 | Stato della Georgia                                                      |
| Ebenezer (Georgia)                                                       | 1782 | Stato della Georgia                                                      |
| Savannah (Georgia)                                                       | 1784 | Stato della Georgia                                                      |
| Augusta (Georgia)                                                        | 1786 | Stato della Georgia                                                      |
| Louisville (Georgia)                                                     | 1796 | Stato della Georgia                                                      |
| Natchez (Mississippi)                                                    | 1798 | Territorio del Mississippi                                               |
| Washington (Mississippi)                                                 | 1802 | Territorio del Mississippi                                               |
| Saint Stephens                                                           | 1817 | Territorio dell'Alabama                                                  |
| Huntsville                                                               | 1819 | Stato dell'Alabama                                                       |
| Cahawba                                                                  | 1820 | Stato dell'Alabama                                                       |
| Tuscaloosa                                                               | 1826 | Stato dell'Alabama                                                       |
| Montgomery                                                               | 1846 | Stato dell'Alabama                                                       |
| Alaska                                                                   | 1959 |                                                                          |
| Novoarchangel'sk/Sitka                                                   | 1808 | Colonia russa d'Alaska                                                   |
| Novoarchangel'sk/Sitka                                                   | 1867 | Dipartimento dell'Alaska                                                 |
| Novoarchangel'sk/Sitka                                                   | 1900 | Distretto dell'Alaska                                                    |
| Juneau                                                                   | 1906 | Distretto dell'Alaska                                                    |
| Juneau                                                                   | 1912 | Territorio dell'Alaska                                                   |
| Juneau                                                                   | 1959 | Stato dell'Alaska                                                        |
| Arizona                                                                  | 1912 |                                                                          |
| Santa Fe (Nuovo Messico)                                                 | 1848 | Governo provvisorio statunitense del Nuovo Messico                       |
| Santa Fe (Nuovo Messico)                                                 | 1850 | Territorio del Nuovo Messico (fino al 1912)                              |
| Mesilla (Nuovo Messico)                                                  | 1862 | Territorio confederato dell'Arizona                                      |
| San Antonio (Texas)                                                      | 1862 | Governo in esilio del Territorio confederato dell'Arizona (fino al 1865) |
| Fort Whipple                                                             | 1864 | Territorio dell'Arizona                                                  |
| Prescott                                                                 | 1864 | Territorio dell'Arizona                                                  |
| Tucson                                                                   | 1867 | Territorio dell'Arizona                                                  |
| Prescott                                                                 | 1877 | Territorio dell'Arizona                                                  |
| Phoenix                                                                  | 1889 | Territorio dell'Arizona                                                  |
| Phoenix                                                                  | 1912 | Stato dell'Arizona                                                       |
| Arkansas                                                                 | 1836 |                                                                          |
| Saint-Louis/San Luis/Saint Louis (Missouri)                              | 1765 | Distretto spagnolo dell'Alta Louisiana                                   |
| Saint-Louis/San Luis/Saint Louis (Missouri)                              | 1800 | Distretto francese dell'Alta Louisiana                                   |
| Saint-Louis/San Luis/Saint Louis (Missouri)                              | 1804 | Distretto della Louisiana                                                |
| Saint-Louis/San Luis/Saint Louis (Missouri)                              | 1805 | Territorio della Louisiana                                               |
| Saint-Louis/San Luis/Saint Louis (Missouri)                              | 1812 | Territorio del Missouri (fino al 1821)                                   |
| Arkansas Post                                                            | 1819 | Territorio dell'Arkansaw                                                 |
| Little Rock                                                              | 1821 | Territorio dell'Arkansaw                                                 |
| Little Rock                                                              | 1836 | Stato dell'Arkansas                                                      |
| Washington                                                               | 1863 | Stato confederato dell'Arkansas (fino al 1865)                           |
| California                                                               | 1850 |                                                                          |
| Loreto (Bassa California del Sud)                                        | 1770 | Colonia spagnola delle Californie                                        |
| Presidio Real de San Carlos de Monterey/Monterey                         | 1777 | Colonia spagnola delle Californie                                        |
| Presidio Real de San Carlos de Monterey/Monterey                         | 1804 | Provincia spagnola dell'Alta California                                  |
| Presidio Real de San Carlos de Monterey/Monterey                         | 1821 | Provincia messicana dell'Alta California                                 |
| Presidio Real de San Carlos de Monterey/Monterey                         | 1846 | Governo militare statunitense della California                           |
| Presidio Real de San Carlos de Monterey/Monterey                         | 1849 | Governo provvisorio della California                                     |
| Pueblo de San José de Guadalupe/San Jose                                 | 1850 | Stato della California                                                   |
| Vallejo                                                                  | 1852 | Stato della California                                                   |
| Benicia                                                                  | 1853 | Stato della California                                                   |
| Sacramento                                                               | 1854 | Stato della California                                                   |
| Carolina del Nord                                                        | 1776 |                                                                          |
| San Agustín (Florida)                                                    | 1565 | Colonia spagnola di Florida (fino al 1763)                               |
| Charlestown (Carolina del Sud)                                           | 1670 | Provincia inglese di Carolina                                            |
| Charlestown (Carolina del Sud)                                           | 1707 | Provincia britannica di Carolina                                         |
| New Bern                                                                 | 1712 | Provincia britannica della Carolina del Nord                             |
| New Bern                                                                 | 1776 | Stato della Carolina del Nord                                            |
| Fayetteville                                                             | 1789 | Stato della Carolina del Nord                                            |
| Raleigh                                                                  | 1794 | Stato della Carolina del Nord                                            |
| Carolina del Sud                                                         | 1776 |                                                                          |
| San Agustín (Florida)                                                    | 1565 | Colonia spagnola di Florida (fino al 1763)                               |
| Charlestown                                                              | 1670 | Provincia inglese di Carolina                                            |
| Charlestown                                                              | 1707 | Provincia britannica di Carolina                                         |
| Charlestown                                                              | 1712 | Provincia britannica della Carolina del Sud                              |
| Charlestown                                                              | 1776 | Stato della Carolina del Sud                                             |
| Columbia                                                                 | 1786 | Stato della Carolina del Sud                                             |
| Colorado                                                                 | 1876 |                                                                          |
| Denver City                                                              | 1859 | Territorio di Jefferson (illegittimo)                                    |
| Golden City                                                              | 1860 | Territorio di Jefferson (illegittimo)                                    |
| Denver City                                                              | 1861 | Territorio del Colorado                                                  |
| Colorado City                                                            | 1862 | Territorio del Colorado                                                  |
| Golden City                                                              | 1862 | Territorio del Colorado                                                  |
| Denver City/Denver                                                       | 1867 | Territorio del Colorado                                                  |
| Denver City/Denver                                                       | 1876 | Stato del Colorado                                                       |
| Connecticut                                                              | 1776 |                                                                          |
| Fort Amsterdam (New York)                                                | 1625 | Colonia olandese dei Nuovi Paesi Bassi                                   |
| Hartford                                                                 | 1639 | Colonia inglese del Connecticut (fino al 1686)                           |
| New-Haven                                                                | 1640 | Colonia inglese di New-Haven (fino al 1662)                              |
| Boston (Massachusetts)                                                   | 1686 | Dominion inglese della Nuova Inghilterra                                 |
| Hartford                                                                 | 1689 | Colonia inglese del Connecticut                                          |
| Hartford e New-Haven                                                     | 1701 | Colonia inglese del Connecticut                                          |
| Hartford e New-Haven                                                     | 1707 | Colonia britannica del Connecticut                                       |
| Hartford e New-Haven                                                     | 1776 | Stato del Connecticut                                                    |
| Hartford                                                                 | 1875 | Stato del Connecticut                                                    |
| Dakota del Nord                                                          | 1889 |                                                                          |
| Saint-Louis/San Luis/Saint Louis (Missouri)                              | 1765 | Distretto spagnolo dell'Alta Louisiana                                   |
| Saint-Louis/San Luis/Saint Louis (Missouri)                              | 1800 | Distretto francese dell'Alta Louisiana                                   |
| Saint-Louis/San Luis/Saint Louis (Missouri)                              | 1804 | Distretto della Louisiana                                                |
| Saint-Louis/San Luis/Saint Louis (Missouri)                              | 1805 | Territorio della Louisiana                                               |
| Saint-Louis/San Luis/Saint Louis (Missouri)                              | 1812 | Territorio del Missouri (fino al 1821)                                   |
| Detroit (Michigan)                                                       | 1834 | Territorio del Michigan                                                  |
| Belmont (Wisconsin)                                                      | 1836 | Territorio del Wisconsin                                                 |
| Burlington (Iowa)                                                        | 1837 | Territorio del Wisconsin                                                 |
| Burlington (Iowa)                                                        | 1838 | Territorio dell'Iowa (fino al 1846)                                      |
| Iowa City (Iowa)                                                         | 1841 | Territorio dell'Iowa (fino al 1846)                                      |
| Saint Paul (Minnesota)                                                   | 1849 | Territorio del Minnesota (fino al 1858)                                  |
| Omaha (Nebraska)                                                         | 1854 | Territorio del Nebraska                                                  |
| Yankton (Dakota del Sud)                                                 | 1861 | Territorio del Dakota                                                    |
| Bismarck                                                                 | 1883 | Territorio del Dakota                                                    |
| Bismarck                                                                 | 1889 | Stato del Dakota del Nord                                                |
| Dakota del Sud                                                           | 1889 |                                                                          |
| Saint-Louis/San Luis/Saint Louis (Missouri)                              | 1765 | Distretto spagnolo dell'Alta Louisiana                                   |
| Saint-Louis/San Luis/Saint Louis (Missouri)                              | 1800 | Distretto francese dell'Alta Louisiana                                   |
| Saint-Louis/San Luis/Saint Louis (Missouri)                              | 1804 | Distretto della Louisiana                                                |
| Saint-Louis/San Luis/Saint Louis (Missouri)                              | 1805 | Territorio della Louisiana                                               |
| Saint-Louis/San Luis/Saint Louis (Missouri)                              | 1812 | Territorio del Missouri (fino al 1821)                                   |
| Detroit (Michigan)                                                       | 1834 | Territorio del Michigan                                                  |
| Belmont (Wisconsin)                                                      | 1836 | Territorio del Wisconsin                                                 |
| Burlington (Iowa)                                                        | 1837 | Territorio del Wisconsin                                                 |
| Burlington (Iowa)                                                        | 1838 | Territorio dell'Iowa (fino al 1846)                                      |
| Iowa City (Iowa)                                                         | 1841 | Territorio dell'Iowa (fino al 1846)                                      |
| Saint Paul (Minnesota)                                                   | 1849 | Territorio del Minnesota (fino al 1858)                                  |
| Omaha (Nebraska)                                                         | 1854 | Territorio del Nebraska                                                  |
| Yankton (Dakota del Sud)                                                 | 1861 | Territorio del Dakota                                                    |
| Bismarck                                                                 | 1883 | Territorio del Dakota                                                    |
| Pierre                                                                   | 1889 | Stato del Dakota del Sud                                                 |
| Delaware                                                                 | 1776 |                                                                          |
| Fort Kristina                                                            | 1638 | Colonia svedese della Nuova Svezia                                       |
| Fort Amsterdam/Nieuw-Amsterdam/New-York/Nieuw-Oranje/New-York (New York) | 1655 | Provincia olandese dei Nuovi Paesi Bassi                                 |
| Fort Amsterdam/Nieuw-Amsterdam/New-York/Nieuw-Oranje/New-York (New York) | 1664 | Colonia inglese di New-York                                              |
| Fort Amsterdam/Nieuw-Amsterdam/New-York/Nieuw-Oranje/New-York (New York) | 1673 | Governo militare olandese dei Nuovi Paesi Bassi                          |
| Fort Amsterdam/Nieuw-Amsterdam/New-York/Nieuw-Oranje/New-York (New York) | 1674 | Colonia inglese di New-York                                              |
| Filadelfia (Pennsylvania)                                                | 1682 | Colonia inglese di Pennsylvania                                          |
| New-Castle                                                               | 1704 | Basse contee inglesi del Delaware                                        |
| New-Castle                                                               | 1707 | Basse contee britanniche del Delaware                                    |
| New-Castle                                                               | 1776 | Stato del Delaware                                                       |
| Dover                                                                    | 1777 | Stato del Delaware                                                       |
| Florida                                                                  | 1845 |                                                                          |
| Fort de la Caroline                                                      | 1564 | Colonia francese di Fort de la Caroline                                  |
| San Agustín/Saint Augustine                                              | 1565 | Colonia spagnola di Florida                                              |
| San Agustín/Saint Augustine                                              | 1763 | Colonia britannica della Florida orientale                               |
| San Agustín/Saint Augustine                                              | 1783 | Colonia spagnola della Florida orientale (fino al 1821)                  |
| Santa María de Ochuse/Pensacola                                          | 1763 | Colonia britannica della Florida occidentale                             |
| Santa María de Ochuse/Pensacola                                          | 1783 | Colonia spagnola della Florida occidentale (fino al 1821)                |
| Tallahassee                                                              | 1824 | Territorio della Florida                                                 |
| Tallahassee                                                              | 1845 | Stato della Florida                                                      |
| Georgia                                                                  | 1776 |                                                                          |
| San Agustín (Florida)                                                    | 1565 | Colonia spagnola di Florida (fino al 1763)                               |
| Savannah                                                                 | 1733 | Colonia britannica di Georgia                                            |
| Savannah                                                                 | 1755 | Provincia britannica di Georgia                                          |
| Savannah                                                                 | 1776 | Stato della Georgia                                                      |
| Augusta                                                                  | 1778 | Stato della Georgia                                                      |
| Heard's Fort                                                             | 1780 | Stato della Georgia                                                      |
| Augusta                                                                  | 1781 | Stato della Georgia                                                      |
| Savannah                                                                 | 1782 | Stato della Georgia                                                      |
| Ebenezer                                                                 | 1782 | Stato della Georgia                                                      |
| Savannah                                                                 | 1784 | Stato della Georgia                                                      |
| Augusta                                                                  | 1786 | Stato della Georgia                                                      |
| Louisville                                                               | 1796 | Stato della Georgia                                                      |
| Milledgeville                                                            | 1807 | Stato della Georgia                                                      |
| Macon                                                                    | 1864 | Stato della Georgia                                                      |
| Milledgeville                                                            | 1865 | Stato della Georgia                                                      |
| Atlanta                                                                  | 1868 | Stato della Georgia                                                      |
| Hawaii                                                                   | 1959 |                                                                          |
| Kailua-Kona                                                              | 1795 | Regno delle Hawaii                                                       |
| Lahaina                                                                  | 1820 | Regno delle Hawaii                                                       |
| Honolulu                                                                 | 1845 | Regno delle Hawaii                                                       |
| Honolulu                                                                 | 1894 | Repubblica delle Hawaii                                                  |
| Honolulu                                                                 | 1898 | Territorio delle Hawaii                                                  |
| Honolulu                                                                 | 1959 | Stato delle Hawaii                                                       |
| Idaho                                                                    | 1890 |                                                                          |
| Fort Vancouver (Washington)                                              | 1825 | Oregon Country                                                           |
| Oregon City (Oregon)                                                     | 1843 | Governo provvisorio dell'Oregon nell'Oregon Country                      |
| Oregon City (Oregon)                                                     | 1848 | Territorio dell'Oregon (fino al 1859)                                    |
| Salem                                                                    | 1851 | Territorio dell'Oregon (fino al 1859)                                    |
| Olympia (Washington)                                                     | 1853 | Territorio di Washington                                                 |
| Lewiston                                                                 | 1863 | Territorio dell'Idaho                                                    |
| Boise                                                                    | 1865 | Territorio dell'Idaho                                                    |
| Boise                                                                    | 1890 | Stato dell'Idaho                                                         |
| Illinois                                                                 | 1818 |                                                                          |
| Marietta (Ohio)                                                          | 1788 | Territorio del nord-ovest                                                |
| Vincennes (Indiana)                                                      | 1800 | Territorio dell'Indiana                                                  |
| Kaskaskia                                                                | 1809 | Territorio dell'Illinois                                                 |
| Kaskaskia                                                                | 1818 | Stato dell'Illinois                                                      |
| Vandalia                                                                 | 1820 | Stato dell'Illinois                                                      |
| Springfield                                                              | 1839 | Stato dell'Illinois                                                      |
| Indiana                                                                  | 1816 |                                                                          |
| Marietta (Ohio)                                                          | 1788 | Territorio del nord-ovest                                                |
| Vincennes                                                                | 1800 | Territorio dell'Indiana                                                  |
| Corydon                                                                  | 1813 | Territorio dell'Indiana                                                  |
| Corydon                                                                  | 1816 | Stato dell'Indiana                                                       |
| Indianapolis                                                             | 1825 | Stato dell'Indiana                                                       |
| Iowa                                                                     | 1846 |                                                                          |
| Saint-Louis/San Luis/Saint Louis (Missouri)                              | 1765 | Distretto spagnolo dell'Alta Louisiana                                   |
| Saint-Louis/San Luis/Saint Louis (Missouri)                              | 1800 | Distretto francese dell'Alta Louisiana                                   |
| Saint-Louis/San Luis/Saint Louis (Missouri)                              | 1804 | Distretto della Louisiana                                                |
| Saint-Louis/San Luis/Saint Louis (Missouri)                              | 1805 | Territorio della Louisiana                                               |
| Saint-Louis/San Luis/Saint Louis (Missouri)                              | 1812 | Territorio del Missouri (fino al 1821)                                   |
| Detroit (Michigan)                                                       | 1834 | Territorio del Michigan                                                  |
| Belmont (Wisconsin)                                                      | 1836 | Territorio del Wisconsin                                                 |
| Burlington                                                               | 1837 | Territorio del Wisconsin                                                 |
| Burlington                                                               | 1838 | Territorio dell'Iowa                                                     |
| Iowa City                                                                | 1841 | Territorio dell'Iowa                                                     |
| Iowa City                                                                | 1846 | Stato dell'Iowa                                                          |
| Des Moines                                                               | 1857 | Stato dell'Iowa                                                          |
| Kansas                                                                   | 1861 |                                                                          |
| Saint-Louis/San Luis/Saint Louis (Missouri)                              | 1765 | Distretto spagnolo dell'Alta Louisiana                                   |
| Saint-Louis/San Luis/Saint Louis (Missouri)                              | 1800 | Distretto francese dell'Alta Louisiana                                   |
| Saint-Louis/San Luis/Saint Louis (Missouri)                              | 1804 | Distretto della Louisiana                                                |
| Saint-Louis/San Luis/Saint Louis (Missouri)                              | 1805 | Territorio della Louisiana                                               |
| Saint-Louis/San Luis/Saint Louis (Missouri)                              | 1812 | Territorio del Missouri (fino al 1821)                                   |
| Pawnee                                                                   | 1855 | Territorio del Kansas                                                    |
| Shawnee Mission                                                          | 1855 | Territorio del Kansas                                                    |
| Lecompton e Topeka                                                       | 1856 | Territorio del Kansas                                                    |
| Topeka                                                                   | 1861 | Stato del Kansas                                                         |
| Kentucky                                                                 | 1792 |                                                                          |
| Williamsburg (Virginia)                                                  | 1699 | Colonia inglese di Virginia                                              |
| Williamsburg (Virginia)                                                  | 1707 | Colonia britannica di Virginia                                           |
| Williamsburg (Virginia)                                                  | 1776 | Commonwealth di Virginia                                                 |
| Richmond                                                                 | 1780 | Commonwealth di Virginia                                                 |
| Frankfort(Kentucky)                                                      | 1792 | Commonwealth del Kentucky                                                |
| Bowling Green                                                            | 1861 | Stato confederato del Kentucky (fino al 1862)                            |
| Louisiana                                                                | 1812 |                                                                          |
| San Agustín (Florida)                                                    | 1565 | Colonia spagnola di Florida (fino al 1763)                               |
| Mobile Bay (Alabama)                                                     | 1702 | Colonia francese di Louisiana                                            |
| Biloxi (Mississippi)                                                     | 1720 | Colonia francese di Louisiana                                            |
| Nouvelle-Orléans/Nueva Orleans/New Orleans                               | 1722 | Colonia francese di Louisiana                                            |
| Nouvelle-Orléans/Nueva Orleans/New Orleans                               | 1763 | Distretto spagnolo della Bassa Louisiana                                 |
| Nouvelle-Orléans/Nueva Orleans/New Orleans                               | 1800 | Distretto francese della Bassa Louisiana                                 |
| Nouvelle-Orléans/Nueva Orleans/New Orleans                               | 1804 | Territorio di Orleans                                                    |
| Nouvelle-Orléans/Nueva Orleans/New Orleans                               | 1812 | Stato della Louisiana                                                    |
| Donaldsonville                                                           | 1830 | Stato della Louisiana                                                    |
| New Orleans                                                              | 1831 | Stato della Louisiana                                                    |
| Baton Rouge                                                              | 1849 | Stato della Louisiana                                                    |
| Opelousas                                                                | 1862 | Stato della Louisiana                                                    |
| Shreveport                                                               | 1863 | Stato della Louisiana                                                    |
| New Orleans                                                              | 1865 | Stato della Louisiana                                                    |
| Baton Rouge                                                              | 1880 | Stato della Louisiana                                                    |
| Maine                                                                    | 1820 |                                                                          |
| Île Sainte-Croix                                                         | 1604 | Colonia francese di Acadia                                               |
| Port-Royal (Nuova Scozia)                                                | 1605 | Colonia francese di Acadia                                               |
| Boston (Massachusetts)                                                   | 1630 | Colonia inglese di Massachusetts Bay                                     |
| Boston (Massachusetts)                                                   | 1686 | Dominion inglese della Nuova Inghilterra                                 |
| Boston (Massachusetts)                                                   | 1689 | Colonia dissidente di Massachusetts Bay                                  |
| Boston (Massachusetts)                                                   | 1691 | Provincia inglese di Massachusetts Bay                                   |
| Boston (Massachusetts)                                                   | 1707 | Provincia britannica di Massachusetts Bay                                |
| Boston (Massachusetts)                                                   | 1774 | Provincia dissidente di Massachusetts Bay                                |
| Boston (Massachusetts)                                                   | 1776 | Stato di Massachusetts Bay                                               |
| Boston (Massachusetts)                                                   | 1780 | Commonwealth del Massachusetts                                           |
| Portland                                                                 | 1820 | Stato del Maine                                                          |
| Augusta                                                                  | 1827 | Stato del Maine                                                          |
| Maryland                                                                 | 1776 |                                                                          |
| Saint Mary's City                                                        | 1634 | Colonia inglese del Maryland                                             |
| Anne Arundel's Towne/Annapolis                                           | 1694 | Provincia inglese del Maryland                                           |
| Anne Arundel's Towne/Annapolis                                           | 1707 | Provincia britannica del Maryland                                        |
| Anne Arundel's Towne/Annapolis                                           | 1776 | Stato del Maryland                                                       |
| Massachusetts                                                            | 1776 |                                                                          |
| Plimouth                                                                 | 1620 | Colonia inglese di New-Plimouth (fino al 1686)                           |
| Boston                                                                   | 1630 | Colonia inglese di Massachusetts Bay                                     |
| Boston                                                                   | 1686 | Dominion inglese della Nuova Inghilterra (fino al 1689)                  |
| Plimouth                                                                 | 1688 | Colonia dissidente di New-Plimouth (fino al 1692)                        |
| Boston                                                                   | 1689 | Colonia dissidente di Massachusetts Bay                                  |
| Boston                                                                   | 1692 | Provincia inglese di Massachusetts Bay                                   |
| Boston                                                                   | 1707 | Provincia britannica di Massachusetts Bay                                |
| Boston                                                                   | 1774 | Provincia dissidente di Massachusetts Bay                                |
| Boston                                                                   | 1776 | Stato di Massachusetts Bay                                               |
| Boston                                                                   | 1780 | Commonwealth del Massachusetts                                           |
| Michigan                                                                 | 1837 |                                                                          |
| Marietta (Ohio)                                                          | 1788 | Territorio del nord-ovest (fino al 1803)                                 |
| Chillicothe (Ohio)                                                       | 1800 | Territorio del nord-ovest (fino al 1803)                                 |
| Vincennes (Indiana)                                                      | 1800 | Territorio dell'Indiana (fino al 1816)                                   |
| Corydon (Indiana)                                                        | 1813 | Territorio dell'Indiana (fino al 1816)                                   |
| Detroit                                                                  | 1805 | Territorio del Michigan                                                  |
| Detroit                                                                  | 1837 | Stato del Michigan                                                       |
| Lansing                                                                  | 1847 | Stato del Michigan                                                       |
| Minnesota                                                                | 1858 |                                                                          |
| Saint-Louis/San Luis/Saint Louis (Missouri)                              | 1765 | Distretto spagnolo dell'Alta Louisiana                                   |
| Saint-Louis/San Luis/Saint Louis (Missouri)                              | 1800 | Distretto francese dell'Alta Louisiana                                   |
| Saint-Louis/San Luis/Saint Louis (Missouri)                              | 1804 | Distretto della Louisiana                                                |
| Saint-Louis/San Luis/Saint Louis (Missouri)                              | 1805 | Territorio della Louisiana                                               |
| Saint-Louis/San Luis/Saint Louis (Missouri)                              | 1812 | Territorio del Missouri (fino al 1821)                                   |
| Marietta (Ohio)                                                          | 1788 | Territorio del nord-ovest                                                |
| Vincennes (Indiana)                                                      | 1800 | Territorio dell'Indiana                                                  |
| Kaskaskia (Illinois)                                                     | 1809 | Territorio dell'Illinois                                                 |
| Detroit (Michigan)                                                       | 1818 | Territorio del Michigan                                                  |
| Belmont (Wisconsin)                                                      | 1836 | Territorio del Wisconsin                                                 |
| Burlington (Iowa)                                                        | 1837 | Territorio del Wisconsin                                                 |
| Burlington (Iowa)                                                        | 1838 | Territorio dell'Iowa                                                     |
| Madison (Wisconsin)                                                      | 1838 | Territorio del Wisconsin(fino al 1848)                                   |
| Iowa City (Iowa)                                                         | 1841 | Territorio dell'Iowa                                                     |
| Saint Paul                                                               | 1849 | Territorio del Minnesota                                                 |
| Saint Paul                                                               | 1858 | Stato del Minnesota                                                      |
| Mississippi                                                              | 1817 |                                                                          |
| San Agustín (Florida)                                                    | 1565 | Colonia spagnola di Florida (fino al 1763)                               |
| Savannah (Georgia)                                                       | 1733 | Colonia britannica di Georgia                                            |
| Savannah (Georgia)                                                       | 1755 | Provincia britannica di Georgia                                          |
| Savannah (Georgia)                                                       | 1776 | Stato della Georgia                                                      |
| Augusta (Georgia)                                                        | 1778 | Stato della Georgia                                                      |
| Heard's Fort (Georgia)                                                   | 1780 | Stato della Georgia                                                      |
| Augusta (Georgia)                                                        | 1781 | Stato della Georgia                                                      |
| Savannah (Georgia)                                                       | 1782 | Stato della Georgia                                                      |
| Ebenezer (Georgia)                                                       | 1782 | Stato della Georgia                                                      |
| Savannah (Georgia)                                                       | 1784 | Stato della Georgia                                                      |
| Augusta (Georgia)                                                        | 1786 | Stato della Georgia                                                      |
| Louisville (Georgia)                                                     | 1796 | Stato della Georgia                                                      |
| Natchez                                                                  | 1798 | Territorio del Mississippi                                               |
| Washington                                                               | 1802 | Territorio del Mississippi                                               |
| Natchez                                                                  | 1817 | Stato del Mississippi                                                    |
| Jackson                                                                  | 1821 | Stato del Mississippi                                                    |
| Missouri                                                                 | 1821 |                                                                          |
| Saint-Louis/San Luis/Saint Louis                                         | 1765 | Distretto spagnolo dell'Alta Louisiana                                   |
| Saint-Louis/San Luis/Saint Louis                                         | 1800 | Distretto francese dell'Alta Louisiana                                   |
| Saint-Louis/San Luis/Saint Louis                                         | 1804 | Distretto della Louisiana                                                |
| Saint-Louis/San Luis/Saint Louis                                         | 1805 | Territorio della Louisiana                                               |
| Saint-Louis/San Luis/Saint Louis                                         | 1812 | Territorio del Missouri                                                  |
| Saint Charles                                                            | 1821 | Stato del Missouri                                                       |
| Jefferson City                                                           | 1826 | Stato del Missouri                                                       |
| Neosho                                                                   | 1861 | Governo confederato del Missouri in esilio (fino al 1865)                |
| Marshall (Texas)                                                         | 1863 | Governo confederato del Missouri in esilio (fino al 1865)                |
| Montana                                                                  | 1889 |                                                                          |
| Saint-Louis/San Luis/Saint Louis (Missouri)                              | 1765 | Distretto spagnolo dell'Alta Louisiana                                   |
| Saint-Louis/San Luis/Saint Louis (Missouri)                              | 1800 | Distretto francese dell'Alta Louisiana                                   |
| Saint-Louis/San Luis/Saint Louis (Missouri)                              | 1804 | Distretto della Louisiana                                                |
| Saint-Louis/San Luis/Saint Louis (Missouri)                              | 1805 | Territorio della Louisiana                                               |
| Saint-Louis/San Luis/Saint Louis (Missouri)                              | 1812 | Territorio del Missouri                                                  |
| Fort Vancouver (Washington)                                              | 1825 | Oregon Country                                                           |
| Oregon City (Oregon)                                                     | 1843 | Governo provvisorio dell'Oregon nell'Oregon Country                      |
| Oregon City (Oregon)                                                     | 1848 | Territorio dell'Oregon                                                   |
| Salem (Oregon)                                                           | 1851 | Territorio dell'Oregon                                                   |
| Olympia (Washington)                                                     | 1853 | Territorio di Washington (fino al 1863)                                  |
| Omaha (Nebraska)                                                         | 1854 | Territorio del Nebraska                                                  |
| Yankton (Dakota del Sud)                                                 | 1861 | Territorio del Dakota                                                    |
| Lewiston (Idaho)                                                         | 1863 | Territorio dell'Idaho                                                    |
| Bannack                                                                  | 1864 | Territorio del Montana                                                   |
| Virginia City                                                            | 1865 | Territorio del Montana                                                   |
| Helena                                                                   | 1875 | Territorio del Montana                                                   |
| Helena                                                                   | 1889 | Stato del Montana                                                        |
| Nebraska                                                                 | 1867 |                                                                          |
| Saint-Louis/San Luis/Saint Louis (Missouri)                              | 1765 | Distretto spagnolo dell'Alta Louisiana                                   |
| Saint-Louis/San Luis/Saint Louis (Missouri)                              | 1800 | Distretto francese dell'Alta Louisiana                                   |
| Saint-Louis/San Luis/Saint Louis (Missouri)                              | 1804 | Distretto della Louisiana                                                |
| Saint-Louis/San Luis/Saint Louis (Missouri)                              | 1805 | Territorio della Louisiana                                               |
| Saint-Louis/San Luis/Saint Louis (Missouri)                              | 1812 | Territorio del Missouri (fino al 1821)                                   |
| Omaha                                                                    | 1854 | Territorio del Nebraska                                                  |
| Lancaster/Lincoln                                                        | 1867 | Territorio del Nebraska                                                  |
| Lancaster/Lincoln                                                        | 1867 | Stato del Nebraska                                                       |
| Nevada                                                                   | 1864 |                                                                          |
| Fillmore (Utah)                                                          | 1850 | Territorio dello Utah                                                    |
| Salt Lake City (Utah)                                                    | 1858 | Territorio dello Utah                                                    |
| Carson City                                                              | 1861 | Territorio del Nevada                                                    |
| Carson City                                                              | 1864 | Stato del Nevada                                                         |
| New Hampshire                                                            | 1776 |                                                                          |
| Boston (Massachusetts)                                                   | 1630 | Colonia inglese di Massachusetts Bay                                     |
| Portsmouth                                                               | 1680 | Provincia inglese del New-Hampshire                                      |
| Boston (Massachusetts)                                                   | 1686 | Dominion inglese della Nuova Inghilterra                                 |
| Portsmouth                                                               | 1689 | Provincia dissidente del New-Hampshire                                   |
| Portsmouth                                                               | 1691 | Provincia inglese del New-Hampshire                                      |
| Portsmouth                                                               | 1698 | Provincia inglese del New-Hampshire                                      |
| Portsmouth                                                               | 1707 | Provincia britannica del New-Hampshire                                   |
| Portsmouth                                                               | 1741 | Provincia britannica del New-Hampshire                                   |
| Exeter                                                                   | 1775 | Governo rivoluzionario del New Hampshire                                 |
| Exeter                                                                   | 1776 | Stato del New Hampshire                                                  |
| Concord                                                                  | 1808 | Stato del New Hampshire                                                  |
| New Jersey                                                               | 1776 |                                                                          |
| Fort Amsterdam (New York)                                                | 1625 | Colonia olandese dei Nuovi Paesi Bassi                                   |
| Fort Amsterdam (New York)                                                | 1652 | Provincia olandese dei Nuovi Paesi Bassi                                 |
| Elizabethtown                                                            | 1665 | Provincia inglese del New-Jersey                                         |
| Perth Amboy                                                              | 1673 | Provincia inglese dell'East Jersey (fino al 1702)                        |
| Burlington                                                               | 1673 | Provincia inglese del West Jersey (fino al 1702)                         |
| Boston (Massachusetts)                                                   | 1688 | Dominion inglese della Nuova Inghilterra                                 |
| Perth Amboy                                                              | 1689 | Provincia inglese dell'East Jersey (fino al 1702)                        |
| Burlington                                                               | 1689 | Provincia inglese del West Jersey                                        |
| Burlington e Perth Amboy                                                 | 1702 | Provincia inglese New-Jersey                                             |
| Burlington e Perth Amboy                                                 | 1707 | Provincia britannica del New-Jersey                                      |
| Burlington e Perth Amboy                                                 | 1776 | Stato del New Jersey                                                     |
| Trenton                                                                  | 1784 | Stato del New Jersey                                                     |
| New York                                                                 | 1776 |                                                                          |
| Fort Amsterdam/Nieuw-Amsterdam/New-York/Nieuw-Oranje/New-York            | 1625 | Colonia olandese dei Nuovi Paesi Bassi                                   |
| Fort Amsterdam/Nieuw-Amsterdam/New-York/Nieuw-Oranje/New-York            | 1652 | Provincia olandese dei Nuovi Paesi Bassi                                 |
| Fort Amsterdam/Nieuw-Amsterdam/New-York/Nieuw-Oranje/New-York            | 1664 | Provincia inglese di New-York                                            |
| Fort Amsterdam/Nieuw-Amsterdam/New-York/Nieuw-Oranje/New-York            | 1673 | Governo militare olandese dei Nuovi Paesi Bassi                          |
| Fort Amsterdam/Nieuw-Amsterdam/New-York/Nieuw-Oranje/New-York            | 1674 | Provincia inglese di New-York                                            |
| Boston (Massachusetts)                                                   | 1688 | Dominion inglese della Nuova Inghilterra                                 |
| New-York                                                                 | 1689 | Governo dissidente di New-York                                           |
| New-York                                                                 | 1691 | Provincia inglese di New-York                                            |
| New-York                                                                 | 1707 | Provincia britannica di New-York                                         |
| New-York                                                                 | 1776 | Stato di New York                                                        |
| Kingston                                                                 | 1777 | Stato di New York                                                        |
| Hurley                                                                   | 1777 | Stato di New York                                                        |
| Poughkeepsie                                                             | 1777 | Stato di New York                                                        |
| New York                                                                 | 1788 | Stato di New York                                                        |
| Albany                                                                   | 1797 | Stato di New York                                                        |
| Nuovo Messico                                                            | 1912 |                                                                          |
| San Juan de los Caballeros                                               | 1598 | Colonia spagnola di Santa Fé de Nuevo Méjico                             |
| La Villa Real de la Santa Fé de San Francisco de Asís                    | 1610 | Colonia spagnola di Santa Fé de Nuevo Méjico                             |
| El Paso del Norte                                                        | 1680 | Colonia spagnola in esilio di Santa Fé de Nuevo Méjico                   |
| La Villa Real de la Santa Fé de San Francisco de Asís/Santa Fe           | 1692 | Colonia spagnola di Santa Fé de Nuevo Méjico                             |
| La Villa Real de la Santa Fé de San Francisco de Asís/Santa Fe           | 1821 | Provincia messicana di Santa Fé de Nuevo México                          |
| La Villa Real de la Santa Fé de San Francisco de Asís/Santa Fe           | 1824 | Territorio messicano di Santa Fé de Nuevo México                         |
| La Villa Real de la Santa Fé de San Francisco de Asís/Santa Fe           | 1846 | Governo militare statunitense del Nuovo Messico                          |
| La Villa Real de la Santa Fé de San Francisco de Asís/Santa Fe           | 1846 | Governo provvisorio statunitense del Nuovo Messico                       |
| La Villa Real de la Santa Fé de San Francisco de Asís/Santa Fe           | 1850 | Territorio del Nuovo Messico (fino al 1912)                              |
| Mesilla                                                                  | 1862 | Territorio confederato dell'Arizona                                      |
| San Antonio (Texas)                                                      | 1862 | Governo in esilio del Territorio confederato dell'Arizona (fino al 1865) |
| Santa Fe                                                                 | 1912 | Stato del Nuovo Messico                                                  |
| Ohio                                                                     | 1803 |                                                                          |
| Marietta                                                                 | 1788 | Territorio del nord-ovest                                                |
| Chillicothe                                                              | 1800 | Territorio del nord-ovest                                                |
| Chillicothe                                                              | 1803 | Stato dell'Ohio                                                          |
| Zanesville                                                               | 1810 | Stato dell'Ohio                                                          |
| Chillicothe                                                              | 1812 | Stato dell'Ohio                                                          |
| Columbus                                                                 | 1816 | Stato dell'Ohio                                                          |
| Oklahoma                                                                 | 1907 |                                                                          |
| Saint-Louis/San Luis/Saint Louis (Missouri)                              | 1765 | Distretto spagnolo dell'Alta Louisiana                                   |
| Saint-Louis/San Luis/Saint Louis (Missouri)                              | 1800 | Distretto francese dell'Alta Louisiana                                   |
| Saint-Louis/San Luis/Saint Louis (Missouri)                              | 1804 | Distretto della Louisiana                                                |
| Saint-Louis/San Luis/Saint Louis (Missouri)                              | 1805 | Territorio della Louisiana                                               |
| Saint-Louis/San Luis/Saint Louis (Missouri)                              | 1812 | Territorio del Missouri (fino al 1821)                                   |
| Arkansas Post (Arkansas)                                                 | 1819 | Territorio dell'Arkansaw (fino al 1828)                                  |
| Little Rock (Arkansas)                                                   | 1821 | Territorio dell'Arkansaw (fino al 1828)                                  |
| Tahlequah                                                                | 1838 | Nazione Cherokee                                                         |
| Tuskahoma                                                                | 1838 | Nazione Choctaw                                                          |
| Tishomingo                                                               | 1855 | Nazione Chickasaw                                                        |
| Wewoka                                                                   | 1866 | Nazione Seminole                                                         |
| Okmulgee                                                                 | 1867 | Nazione Creek                                                            |
| Guthrie                                                                  | 1889 | Territorio dell'Oklahoma                                                 |
| Guthrie                                                                  | 1907 | Stato dell'Oklahoma                                                      |
| Oklahoma City                                                            | 1910 | Stato dell'Oklahoma                                                      |
| Oregon                                                                   | 1859 |                                                                          |
| Champoeg                                                                 | 1841 | Oregon Country                                                           |
| Oregon City                                                              | 1843 | Governo provvisorio dell'Oregon nell'Oregon Country                      |
| Oregon City                                                              | 1848 | Territorio dell'Oregon                                                   |
| Salem                                                                    | 1851 | Territorio dell'Oregon                                                   |
| Corvallis                                                                | 1855 | Territorio dell'Oregon                                                   |
| Salem                                                                    | 1855 | Territorio dell'Oregon                                                   |
| Salem                                                                    | 1859 | Stato dell'Oregon                                                        |
| Pennsylvania                                                             | 1776 |                                                                          |
| Filadelfia                                                               | 1682 | Colonia inglese di Pennsylvania                                          |
| Filadelfia                                                               | 1707 | Colonia britannica di Pennsylvania                                       |
| Filadelfia                                                               | 1776 | Commonwealth di Pennsylvania                                             |
| Lancaster                                                                | 1799 | Commonwealth di Pennsylvania                                             |
| Harrisburg                                                               | 1812 | Commonwealth di Pennsylvania                                             |
| Rhode Island                                                             | 1776 |                                                                          |
| Providence                                                               | 1636 | Colonia inglese di Providence (fino al 1663)                             |
| Portsmouth                                                               | 1639 | Colonia inglese di Aquidneck Island                                      |
| Portsmouth                                                               | 1644 | Colonia inglese di Rhode Island                                          |
| Providence                                                               | 1663 | Colonia inglese di Rhode Island e Piantagioni di Providence              |
| Boston (Massachusetts)                                                   | 1686 | Dominion inglese della Nuova Inghilterra                                 |
| Providence                                                               | 1689 | Colonia inglese di Rhode Island e Piantagioni di Providence              |
| Providence                                                               | 1707 | Colonia britannica di Rhode Island e Piantagioni di Providence           |
| Bristol, East Greenwich, Newport, Providence e South Kingstown           | 1776 | Stato di Rhode Island e Piantagioni di Providence                        |
| Newport e Providence                                                     | 1854 | Stato di Rhode Island e Piantagioni di Providence                        |
| Providence                                                               | 1900 | Stato di Rhode Island e Piantagioni di Providence                        |
| Tennessee                                                                | 1796 |                                                                          |
| New Bern (Carolina del Nord)                                             | 1712 | Provincia britannica della Carolina del Nord                             |
| New Bern (Carolina del Nord)                                             | 1776 | Stato della Carolina del Nord                                            |
| Rocky Mount                                                              | 1790 | Territorio del sud-ovest                                                 |
| White's Fort/Knoxville                                                   | 1791 | Territorio del sud-ovest                                                 |
| White's Fort/Knoxville                                                   | 1796 | Stato del Tennessee                                                      |
| Kingston                                                                 | 1807 | Stato del Tennessee                                                      |
| Knoxville                                                                | 1807 | Stato del Tennessee                                                      |
| Nashville                                                                | 1812 | Stato del Tennessee                                                      |
| Knoxville                                                                | 1817 | Stato del Tennessee                                                      |
| Murfreesboro                                                             | 1818 | Stato del Tennessee                                                      |
| Nashville                                                                | 1826 | Stato del Tennessee                                                      |
| Texas                                                                    | 1845 |                                                                          |
| Los Adaes (Louisiana)                                                    | 1729 | Colonia spagnola del Tejas                                               |
| San Antonio de Béxar                                                     | 1772 | Colonia spagnola del Tejas                                               |
| Saltillo (Coahuila)                                                      | 1824 | Provincia messicana di Coahuila y Tejas                                  |
| Monclova (Coahuila)                                                      | 1833 | Provincia messicana di Coahuila y Tejas                                  |
| Washington                                                               | 1836 | Repubblica del Texas                                                     |
| Harrisburgh                                                              | 1836 | Repubblica del Texas                                                     |
| Galveston                                                                | 1836 | Repubblica del Texas                                                     |
| Velasco                                                                  | 1836 | Repubblica del Texas                                                     |
| Columbia                                                                 | 1836 | Repubblica del Texas                                                     |
| Houston                                                                  | 1837 | Repubblica del Texas                                                     |
| Austin                                                                   | 1839 | Repubblica del Texas                                                     |
| Austin                                                                   | 1845 | Stato del Texas                                                          |
| Utah                                                                     | 1896 |                                                                          |
| Salt Lake City                                                           | 1849 | Stato di Deseret (illegittimo)                                           |
| Fillmore                                                                 | 1850 | Territorio dello Utah                                                    |
| Salt Lake City                                                           | 1858 | Territorio dello Utah                                                    |
| Salt Lake City                                                           | 1896 | Stato dello Utah                                                         |
| Vermont                                                                  | 1791 |                                                                          |
| Westminster                                                              | 1777 | Repubblica del Nuovo Connecticut                                         |
| Windsor                                                                  | 1777 | Repubblica del Nuovo Connecticut                                         |
| Windsor                                                                  | 1777 | Repubblica del Vermont                                                   |
| Windsor                                                                  | 1791 | Stato del Vermont                                                        |
| Montpelier                                                               | 1805 | Stato del Vermont                                                        |
| Virginia                                                                 | 1776 |                                                                          |
| Jamestown                                                                | 1619 | Colonia inglese di Virginia                                              |
| Middle Plantation/Williamsburg                                           | 1698 | Colonia inglese di Virginia                                              |
| Middle Plantation/Williamsburg                                           | 1707 | Colonia britannica di Virginia                                           |
| Middle Plantation/Williamsburg                                           | 1776 | Commonwealth di Virginia                                                 |
| Richmond                                                                 | 1780 | Commonwealth di Virginia                                                 |
| Virginia Occidentale                                                     | 1863 |                                                                          |
| Jamestown (Virginia)                                                     | 1619 | Colonia inglese di Virginia                                              |
| Middle Plantation/Williamsburg (Virginia)                                | 1698 | Colonia inglese di Virginia                                              |
| Middle Plantation/Williamsburg (Virginia)                                | 1707 | Colonia britannica di Virginia                                           |
| Middle Plantation/Williamsburg (Virginia)                                | 1776 | Commonwealth di Virginia                                                 |
| Richmond (Virginia)                                                      | 1780 | Commonwealth di Virginia                                                 |
| Wheeling                                                                 | 1861 | Governo unionista della Virginia                                         |
| Wheeling                                                                 | 1863 | Stato della Virginia Occidentale                                         |
| Charleston                                                               | 1870 | Stato della Virginia Occidentale                                         |
| Wheeling                                                                 | 1875 | Stato della Virginia Occidentale                                         |
| Charleston                                                               | 1885 | Stato della Virginia Occidentale                                         |
| Washington                                                               | 1889 |                                                                          |
| Oregon City (Oregon)                                                     | 1843 | Governo provvisorio dell'Oregon nell'Oregon Country                      |
| Oregon City (Oregon)                                                     | 1848 | Territorio dell'Oregon                                                   |
| Salem (Oregon)                                                           | 1851 | Territorio dell'Oregon                                                   |
| Olympia                                                                  | 1853 | Territorio di Washington                                                 |
| Olympia                                                                  | 1889 | Stato di Washington                                                      |
| Wisconsin                                                                | 1848 |                                                                          |
| Marietta (Ohio)                                                          | 1788 | Territorio del nord-ovest                                                |
| Vincennes (Indiana)                                                      | 1800 | Territorio dell'Indiana                                                  |
| Kaskaskia (Illinois)                                                     | 1809 | Territorio dell'Illinois                                                 |
| Detroit (Michigan)                                                       | 1818 | Territorio del Michigan                                                  |
| Belmont                                                                  | 1836 | Territorio del Wisconsin                                                 |
| Burlington (Iowa)                                                        | 1837 | Territorio del Wisconsin                                                 |
| Madison                                                                  | 1838 | Territorio del Wisconsin                                                 |
| Madison                                                                  | 1848 | Stato del Wisconsin                                                      |
| Wyoming                                                                  | 1890 |                                                                          |
| Lewiston (Idaho)                                                         | 1863 | Territorio dell'Idaho                                                    |
| Yankton (Dakota del Sud)                                                 | 1864 | Territorio del Dakota                                                    |
| Cheyenne                                                                 | 1869 | Territorio del Wyoming                                                   |
| Cheyenne                                                                 | 1890 | Stato del Wyoming                                                        |